# René Mélédjé
René Mélédjé, född 5 juni 1958, är en friidrottare från Elfenbenskusten. Han deltog vid olympiska sommarspelen 1984 och olympiska sommarspelen 1988.